# Xã Benton, Quận Andrew, Missouri
Xã Benton (tiếng Anh: Benton Township) là một xã thuộc quận Andrew, tiểu bang Missouri, Hoa Kỳ. Năm 2010, dân số của xã này là 1.020 người.